# Todd Woodbridge
Todd Andrew Woodbridge (* 2. dubna 1971, Sydney) je bývalý australský profesionální tenista, jeden z nejlepších hráčů mužské čtyřhry v celé tenisové historii.
Ve čtyřhře získal šestnáct titulů z Grand Slamu a dalších šest ve smíšené čtyřhře. Společně s krajanem Markem Woodfordem, přezdívaní „Woodies“, se stali olympijskými vítězi ve čtyřhře na LOH 1996 v Atlantě a stříbrnou medaili přivezli z LOH 2000 v Sydney. Dvakrát také zvítězili na Turnaji mistrů (1992, 1996). Todd Woodbridge vyhrál na okruhu ATP 2 turnaje ve dvouhře a 83 ve čtyřhře (2. mezi muži). Asociace profesionálních tenistů jej šestkrát vyhlásila nejlepším deblistou roku.

## Tenisová kariéra
Po většinu 90. let a na začátku nového milénia figuroval na žebříčku ATP ve čtyřhře na 1. místě. Nejdříve vytvořil dvojici spolu s krajanem Markem Woodfordem, později nastupoval se Švédem Jonasem Björkmanem. Nejvýše umístěný na žebříčku ATP pro dvouhru byl na 19. místě, po semifinálové účasti na Wimbledonu 1997, když zde porazil mj. Patricka Raftera a prohrál až s Petem Samprasem. K tenisu získal vztah díky rodinnému příteli Berylu Taylorovi. Jeho trenéry byli například Ray Ruffels a Desmond Tyson.

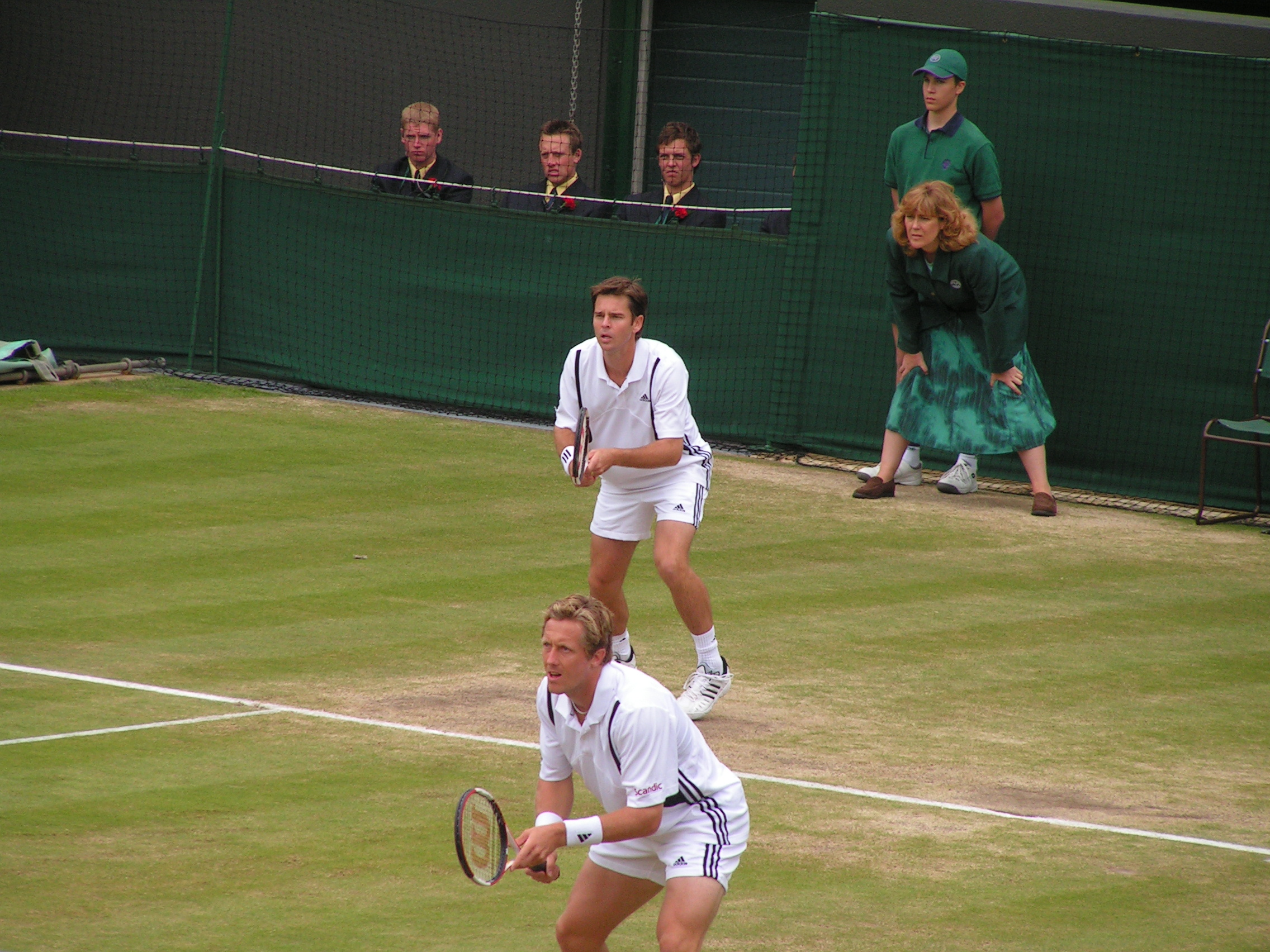
Společně s Björkmanem na Wimbledonu 2004.

Woodies vytvořili jako pár rekord ATP, když společně vyhráli 61 turnajů, včetně 11 grandslamů (oba rekordy byly v roce 2010, respektive v roce 2012 překonány bratrskou dvojicí Boba a Mike Bryanových. V roce 2000 Woodford ukončil sportovní kariéru a Woodbridge začal hrát s Björkmanem, se kterým dokázal získal 5 grandslamů během čtyř let. Na konci roku 2004 se jejich spolupráce také rozpadla. Podle Woodbridgeova rozhovoru pro Australian Broadcasting Corporation Švéd po něm požadoval více odehraných turnajů, na což nepřistoupil, protože měl rodinu. Vytvořil proto nový pár s vynikajícím deblistou, Indem Maheshem Bhupathim, který se v tu dobu rozešel s Bělorusem Maxem Mirnym. Paralelně Björkman a Mirnyj začali hrát spolu.
NaLetních olympijských hrách 2000 v rodném Sydney hrál s Woodfordem finále proti kanadskému páru Sebastien Lareau a Daniel Nestor. Ve čtvrtém setu během tiebreaku podával proti mečbolu a zahrál dvojchybu, čímž zápas skončil.
Také byl součástí australského daviscupového družstva. Drží v něm rekordy za největší počet odehraných zápasů (32) a nejvíce odehraných let v týmu (14), také jsou s Woodfordem nejúspěšnější dvojicí ve čtyřhře s poměrem 14 vítězství a 2 prohry.
Na Wimbledonu 2005 oznámil ukončení kariéry, po 17 letech strávených na profesionálním okruhu ATP, na kterém dosáhl 83 vítězství ve čtyřhře, což byl až do roku 2012 historický rekord, kdy ho překonal Mike Bryan. Podle internetových stránek Wimbledonu a ATP si vydělal celkem 10 095 245 amerických dolarů.

### Po ukončení kariéry
Po odchodu z aktivního tenisu spolukomentoval v letech 2006-2007 Australian Open pro stanici Seven Network. V roce 2007 se na této stanici zúčastnil 6. řady taneční soutěže Dancing with the Stars (česká verze StarDance ...když hvězdy tančí). V letech 2008-2009 se přiblížil k jachtařské komunitě díky regatě Hamilton Island Race Week.
V roce 2009 také působil jako ředitel turnaje veteránů na Australian Open a v červenci byl jmenován nehrajícím kapitánem daviscupového týmu Austrálie, tedy i trenérem mužské národní reprezentace.
8. dubna 1995 se oženil v Melbourne s Natašou, se kterou má dvě děti, dceru Zaru Rose (nar. 2000) a syna Beau Andrewa (nar. 2002).

## Finálová utkání na Grand Slamu

### Mužská čtyřhra - 20 (16-4)

#### Vítězství - mužská čtyřhra (16)
| Č.  | Datum             | Turnaj                     | Povrch | Spoluhráč      | Finalisté                       | Výsledek            |
| 1.  | 27. leden 1992    | Australian Open, Melbourne | tvrdý  | Mark Woodforde | Kelly Jones Rick Leach          | 6–4, 6–3, 6–4       |
| 2.  | 5. červenec 1993  | Wimbledon, Londýn          | tráva  | Mark Woodforde | Grant Connell Patrick Galbraith | 7–6, 6–3, 7–6       |
| 3.  | 4. červenec 1994  | Wimbledon, Londýn          | tráva  | Mark Woodforde | Grant Connell Patrick Galbraith | 7–6, 6–3, 6–1       |
| 4.  | 10. červenec 1995 | Wimbledon, Londýn          | tráva  | Mark Woodforde | Rick Leach Scott Melville       | 7–5, 7–6, 7–6       |
| 5.  | 11. září 1995     | US Open, New York          | tvrdý  | Mark Woodforde | Alex O'Brien Sandon Stolle      | 6–3, 6–3            |
| 6.  | 8. červenec 1996  | Wimbledon, Londýn          | tráva  | Mark Woodforde | Byron Black Grant Connell       | 4–6, 6–1, 6–3, 6–2  |
| 7.  | 9. září 1996      | US Open, New York          | tvrdý  | Mark Woodforde | Jacco Eltingh Paul Haarhuis     | 4–6, 7–6, 7–6       |
| 8.  | 27 January 1997   | Australian Open, Melbourne | tvrdý  | Mark Woodforde | Sébastien Lareau Alex O'Brien   | 4–6, 7–5, 7–5, 6–3  |
| 9.  | 7. červenec 1997  | Wimbledon, Londýn          | tráva  | Mark Woodforde | Jacco Eltingh Paul Haarhuis     | 7–6, 7–6, 5–7, 6–3  |
| 10. | 12. červen 2000   | French Open, Paříž         | antuka | Mark Woodforde | Paul Haarhuis Sandon Stolle     | 7–6, 6–4            |
| 11. | 10. červenec 2000 | Wimbledon, Londýn          | tráva  | Mark Woodforde | Paul Haarhuis Sandon Stolle     | 6–3, 6–4, 6–1       |
| 12. | 29. leden 2001    | Australian Open, Melbourne | tvrdý  | Jonas Bjorkman | Byron Black David Prinosil      | 6–1, 5–7, 6–4, 6–4  |
| 13. | 8. červenec 2002  | Wimbledon, Londýn          | tráva  | Jonas Bjorkman | Mark Knowles Daniel Nestor      | 6–1, 6–2, 6–77, 7–5 |
| 14. | 7. červenec 2003  | Wimbledon, Londýn          | tráva  | Jonas Bjorkman | Mahesh Bhupathi Max Mirnyj      | 3–6, 6–3, 7–64, 6–3 |
| 15. | 8. září 2003      | US Open, New York          | tvrdý  | Jonas Bjorkman | Bob Bryan Mike Bryan            | 5–7, 6–0, 7–5       |
| 16. | 5. červenec 2004  | Wimbledon, Londýn          | tráva  | Jonas Bjorkman | Julian Knowle Nenad Zimonjić    | 6–1, 6–4, 4–6, 6–4  |

#### Finalista - mužská čtyřhra (4)
| Č. | Datum | Turnaj          | Povrch | Spoluhráč      | Vítězové                         | Výsledek                    |
| 1. | 1994  | US Open         | tvrdý  | Mark Woodforde | Jacco Eltingh Paul Haarhuis      | 6–3, 7–6(6)                 |
| 2. | 1997  | French Open     | antuka | Mark Woodforde | Jevgenij Kafelnikov Daniel Vacek | 7–6(12), 4–6, 6–3           |
| 3. | 1998  | Australian Open | tvrdý  | Mark Woodforde | Jonas Björkman Jacco Eltingh     | 6–2, 5–7, 2–6, 6–4, 6–3     |
| 4. | 1998  | Wimbledon       | tráva  | Mark Woodforde | Jacco Eltingh Paul Haarhuis      | 2–6, 6–4, 7–6(3), 5–7, 10–8 |

### Smíšená čtyřhra - 14 (6-8)
| Stav      | Rok  | Turnaj          | Povrch | Spoluhráčka             | Finalisté                                  | Výsledek         |
| vítěz     | 1990 | US Open         | tvrdý  | Elizabeth Sayers Smylie | Jim Pugh Nataša Zverevová                  | 6–4, 6–2         |
| finalista | 1992 | Australian Open | tvrdý  | Arantxa Sánchez Vicario | Mark Woodforde Nicole Provisová            | 6–3, 4–6, 11–9   |
| vítěz     | 1993 | Australian Open | tvrdý  | Arantxa Sánchez Vicario | Rick Leach Zina Garrisonová                | 7–5, 6–4         |
| vítěz     | 1993 | US Open         | tvrdý  | Helena Suková           | Mark Woodforde Martina Navrátilová         | 6–3, 7–6         |
| finalista | 1994 | Australian Open | tvrdý  | Helena Suková           | Andrej Olchovskij Larisa Savčenková        | 7-5, 6-7(7), 6-2 |
| vítěz     | 1994 | Wimbledon       | tráva  | Helena Suková           | T.J. Middleton Lori McNeilová              | 3–6, 7–5, 6–3    |
| finalista | 1994 | US Open         | tvrdý  | Jana Novotná            | Patrick Galbraith Elna Reinachová          | 6–2, 6–4         |
| vítěz     | 1995 | French Open     | antuka | Larisa Savčenková       | John-Laffnie De Jager Jill Hetheringtonová | 7–6(8), 7–6(4)   |
| finalista | 2000 | Australian Open | tvrdý  | Arantxa Sánchez Vicario | Jared Palmer Rennae Stubbsová              | 7–5, 7–6(3)      |
| finalista | 2000 | French Open     | antuka | Rennae Stubbsová        | David Adams Mariaan de Swardtová           | 6–3, 3–6, 6–3    |
| vítěz     | 2001 | US Open         | Hard   | Rennae Stubbsová        | Leander Paes Lisa Raymondová               | 6–4, 5–7, 7–6    |
| finalista | 2003 | Australian Open | tvrdý  | Eleni Daniilidou        | Leander Paes Martina Navrátilová           | 6–4, 7–5         |
| finalista | 2004 | Wimbledon       | tráva  | Alicia Moliková         | Wayne Black Cara Blacková                  | 3–6, 7–6, 6–4    |
| finalista | 2004 | US Open         | tvrdý  | Alicia Molik            | Bob Bryan Věra Zvonarevová                 | 6–3, 6–4         |

## Finálová utkání na turnajích ATP

### Dvouhra - 9 (2-7)

#### Vítězství (2)
| Č. | Datum           | Turnaj              | Povrch | Finalista     | Výsledek |
| 1. | 22. květen 1995 | Coral Springs, USA  | antuka | Greg Rusedski | 6–4, 6–2 |
| 2. | 6. leden 1997   | Adelaide, Austrálie | tvrdý  | Scott Draper  | 6–2, 6–1 |

#### Finalista (7)
| Č. | Datum             | Turnaj            | Povrch    | Vítěz            | Výsledek      |
| 1. | 20. srpen 1990    | New Haven, USA    | tvrdý     | Derrick Rostagno | 6–3, 6–3      |
| 2. | 27. duben 1992    | Soul, Jižní Korea | tvrdý     | Shuzo Matsuoka   | 6–3, 4–6, 7–5 |
| 3. | 26. duben 1993    | Soul, Jižní Korea | tvrdý     | Chuck Adams      | 6–4, 6–4      |
| 4. | 11. červenec 1994 | Newport, USA      | tráva     | David Wheaton    | 6–4, 3–6, 7–6 |
| 5. | 26. červen 1995   | Nottingham, UK    | tráva     | Javier Frana     | 7–6, 6–3      |
| 6. | 26. srpen 1996    | Toronto, Kanada   | tráva     | Wayne Ferreira   | 6–2, 6–4      |
| 7. | 24. únor 1997     | Memphis, USA      | tvrdý (h) | Michael Chang    | 6–3, 6–4      |

### Čtyřhra - 114 (83-31)

#### Vítězství (83)
| Legenda                      |
| Grand Slam (16)              |
| Tennis Masters Cup (2)       |
| Olympijské hry (1)           |
| ATP Masters Series (18)      |
| ATP Championship Series (12) |
| ATP Tour (34)                |

| Tituly dle povrchu |
| Tvrdý (43)         |
| Antuka (13)        |
| Tráva (15)         |
| Koberec (12)       |

| Č.  | Datum             | Turnaj                                  | Povrch    | Spoluhráč         | Finalisté                         | Výsledek                   |
| 1.  | 12. březen 1990   | Casablanca, Maroko                      | antuka    | Simon Youl        | Paul Haarhuis Mark Koevermans     | 6–3, 6–1                   |
| 2.  | 1. říjen 1990     | Brisbane, Austrálie (1)                 | tvrdý     | Jason Stoltenberg | Brian Garrow Mark Woodforde       | 2–6, 6–4, 6–4              |
| 3.  | 18. únor 1991     | Brusel, Belgie                          | koberec   | Mark Woodforde    | Libor Pimek Michiel Schapers      | 6–3, 6–0                   |
| 4.  | 11. březen 1991   | Kodaň, Dánsko                           | koberec   | Mark Woodforde    | Mansour Bahrami Andrej Olchovskij | 6–3, 6–1                   |
| 5.  | 15. duben 1991    | Tokio Outdoor, Japonsko (1)             | tvrdý     | Stefan Edberg     | John Fitzgerald Anders Järryd     | 6–4, 5–7, 6–4              |
| 6.  | 17. červen 1991   | Londýn/Queen's Club, Anglie (1)         | tráva     | Mark Woodforde    | Grant Connell Glenn Michibata     | 6–4, 7–6                   |
| 7.  | 26. srpen 1991    | Schenectady, USA                        | tvrdý     | Javier Sánchez    | Andrés Gómez Emilio Sánchez       | 3–6, 7–6, 7–6              |
| 8.  | 30. září 1991     | Brisbane, Australia (2)                 | tvrdý     | Mark Woodforde    | John Fitzgerald Glenn Michibata   | 7–6, 6–3                   |
| 9.  | 27. leden 1992    | Australian Open, Melbourne (1)          | tvrdý     | Mark Woodforde    | Kelly Jones Rick Leach            | 6–4, 6–3, 6–4              |
| 10. | 17. únor 1992     | Memphis, USA (1)                        | tvrdý (h) | Mark Woodforde    | Kevin Curren Gary Muller          | 7–5, 4–6, 7–6              |
| 11. | 24. únor 1992     | Philadelphia, USA (1)                   | koberec   | Mark Woodforde    | Jim Grabb Richey Reneberg         | 6–4, 7–6                   |
| 12. | 6. duben 1992     | Singapore (1)                           | tvrdý     | Mark Woodforde    | Grant Connell Glenn Michibata     | 6–7, 6–2, 6–4              |
| 13. | 17. srpen 1992    | Cincinnati, USA (1)                     | tvrdý     | Mark Woodforde    | Patrick McEnroe Jonathan Stark    | 6–3, 1–6, 6–3              |
| 14. | 19. říjen 1992    | Tokyo Indoor, Japonsko                  | tvrdý (h) | Mark Woodforde    | Jim Grabb Richey Reneberg         | 7–6, 6–4                   |
| 15. | 2. listopad 1992  | Stockholm, Švédsko (1)                  | koberec   | Mark Woodforde    | Steve DeVries David Macpherson    | 6–3, 6–4                   |
| 16. | 29. listopad 1992 | Doubles Championships, Johannesburg (1) | tvrdý     | Mark Woodforde    | John Fitzgerald Anders Järryd     | 6–2, 7–6(4), 5–7, 3–6, 6–3 |
| 17. | 11. leden 1993    | Adelaide, Austrálie (1)                 | tvrdý     | Mark Woodforde    | John Fitzgerald Laurie Warder     | 6–4, 7–5                   |
| 18. | 15. únor 1993     | Memphis, USA (2)                        | tvrdý (h) | Mark Woodforde    | Jacco Eltingh Paul Haarhuis       | 7–5, 6–2                   |
| 19. | 19. duben 1993    | Hong Kong Open                          | tvrdý     | David Wheaton     | Sandon Stolle Jason Stoltenberg   | 6–1, 6–3                   |
| 20. | 14. červen 1993   | London/Queen's Club, Anglie ()          | tráva     | Mark Woodforde    | Neil Broad Gary Muller            | 6–7, 6–3, 6–4              |
| 21. | 5. červenec 1993  | Wimbledon, Londýn (1)                   | tráva     | Mark Woodforde    | Grant Connell Patrick Galbraith   | 7–6, 6–3, 7–6              |
| 22. | 1. listopad 1993  | Stockholm, Švédsko (2)                  | koberec   | Mark Woodforde    | Gary Muller Danie Visser          | 6–1, 3–6, 6–2              |
| 23. | 7. únor 1994      | Dubai, SAE                              | tvrdý     | Mark Woodforde    | Darren Cahill John Fitzgerald     | 6–7, 6–4, 6–2              |
| 24. | 9. květen 1994    | Pinehurst, USA (1)                      | antuka    | Mark Woodforde    | Jared Palmer Richey Reneberg      | 6–2, 3–6, 6–3              |
| 25. | 4. červenec 1994  | Wimbledon, Londýn (2)                   | tráva     | Mark Woodforde    | Grant Connell Patrick Galbraith   | 7–6, 6–3, 6–1              |
| 26. | 22. srpen 1994    | Indianapolis, USA                       | tvrdý     | Mark Woodforde    | Jim Grabb Richey Reneberg         | 6–3, 6–4                   |
| 27. | 31. říjen 1994    | Stockholm, Sweden (3)                   | koberec   | Mark Woodforde    | Jan Apell Jonas Björkman          | 6–3, 6–4                   |
| 28. | 16. leden 1995    | Sydney Outdoor, Austrálie(1)            | tvrdý     | Mark Woodforde    | Trevor Kronemann David Macpherson | 7–6, 6–4                   |
| 29. | 27. březen 1995   | Miami, USA (1)                          | tvrdý     | Mark Woodforde    | Jim Grabb Patrick McEnroe         | 6–3, 7–6                   |
| 30. | 15. květen 1995   | Pinehurst, USA (2)                      | antuka    | Mark Woodforde    | Alex O'Brien Sandon Stolle        | 6–2, 6–4                   |
| 31  | 22. květen 1995   | Coral Springs, USA (1)                  | antuka    | Mark Woodforde    | Sergio Casal Emilio Sánchez       | 6–3, 6–1                   |
| 32. | 10. červenec 1995 | Wimbledon, Londýn (3)                   | tráva     | Mark Woodforde    | Rick Leach Scott Melville         | 7–5, 7–6, 7–6              |
| 33. | 14. srpen 1995    | Cincinnati, USA (2)                     | tvrdý     | Mark Woodforde    | Mark Knowles Daniel Nestor        | 6–2, 3–0, ret.             |
| 34. | 11. září 1995     | US Open, New York (1)                   | tvrdý     | Mark Woodforde    | Alex O'Brien Sandon Stolle        | 6–3, 6–3                   |
| 35. | 8. leden 1996     | Adelaide, Austrálie (2)                 | tvrdý     | Mark Woodforde    | Jonas Björkman Tommy Ho           | 7–5, 7–6                   |
| 36. | 4. březen 1996    | Philadelphia, USA (2)                   | koberec   | Mark Woodforde    | Byron Black Grant Connell         | 7–6, 6–2                   |
| 37. | 18. březen 1996   | Indian Wells, USA                       | tvrdý     | Mark Woodforde    | Brian MacPhie Michael Tebbutt     | 1–6, 6–2, 6–2              |
| 38. | 1. duben 1996     | Miami, USA (2)                          | tvrdý     | Mark Woodforde    | Ellis Ferreira Patrick Galbraith  | 6–1, 6–3                   |
| 39. | 22. duben 1996    | Tokyo, Japonsko (2)                     | tvrdý     | Mark Woodforde    | Mark Knowles Rick Leach           | 6–2, 6–3                   |
| 40. | 20. květen 1996   | Coral Springs, USA (2)                  | antuka    | Mark Woodforde    | Ivan Baron Brett Hansen-Dent      | 6–3, 6–3                   |
| 41. | 17. červen 1996   | London/Queen's Club, Anglie (3)         | tráva     | Mark Woodforde    | Sébastien Lareau Alex O'Brien     | 6–3, 7–6                   |
| 42. | 8. červenec 1996  | Wimbledon, Londýn (4)                   | tráva     | Mark Woodforde    | Byron Black Grant Connell         | 4–6, 6–1, 6–3, 6–2         |
| 43. | 29. červenec 1996 | LOH 1996, USA                           | tvrdý     | Mark Woodforde    | Neil Broad Tim Henman             | 6–4, 6–4, 6–2              |
| 44. | 9. září 1996      | U.S. Open, New York (2)                 | tvrdý     | Mark Woodforde    | Jacco Eltingh Paul Haarhuis       | 4–6, 7–6, 7–6              |
| 45. | 7. říjen 1996     | Singapore (2)                           | koberec   | Mark Woodforde    | Martin Damm Andrej Olchovskij     | 7–6, 7–6                   |
| 46. | 17. listopad 1996 | Doubles Championships, Hartford (2)     | koberec   | Mark Woodforde    | Sébastien Lareau Alex O'Brien     | 6–4, 5–7, 6–2, 7–6         |
| 47. | 27. leden 1997    | Australian Open, Melbourne (2)          | tvrdý     | Mark Woodforde    | Sébastien Lareau Alex O'Brien     | 4–6, 7–5, 7–5, 6–3         |
| 48. | 31. březen 1997   | Miami, USA (3)                          | tvrdý     | Mark Woodforde    | Mark Knowles Daniel Nestor        | 7–6, 7–6                   |
| 49. | 7. červenec 1997  | [Wimbledon, Londýn (5)                  | tráva     | Mark Woodforde    | Jacco Eltingh Paul Haarhuis       | 7–6, 7–6, 5–7, 6–3         |
| 50. | 11. srpen 1997    | Cincinnati, USA (3)                     | tvrdý     | Mark Woodforde    | Mark Philippoussis Patrick Rafter | 7–6, 4–6, 6–4              |
| 51. | 27. říjen 1997    | Stuttgart Indoor, Německo (4)           | koberec   | Mark Woodforde    | Rick Leach Jonathan Stark         | 6–3, 6–3                   |
| 52. | 19. leden 1998    | Sydney Outdoor, Austrálie (2)           | tvrdý     | Mark Woodforde    | Jacco Eltingh Daniel Nestor       | 6–3, 7–5                   |
| 53. | 16. leden 1998    | San Jose, USA (1)                       | tvrdý (h) | Mark Woodforde    | Nelson Aerts André Sá             | 6–1, 7–5                   |
| 54. | 23. únor 1998     | Memphis, USA (3)                        | tvrdý (h) | Mark Woodforde    | Ellis Ferreira David Roditi       | 6–3, 6–4                   |
| 55. | 4. květen 1998    | Mnichov, Německo                        | antuka    | Mark Woodforde    | Joshua Eagle Andrew Florent       | 6–0, 6–3                   |
| 56. | 19. říjen 1998    | Singapore (3)                           | koberec   | Mark Woodforde    | Mahesh Bhupathi Leander Paes      | 6–2, 6–3                   |
| 57. | 15. únor 1999     | San Jose, USA (2)                       | tvrdý (h) | Mark Woodforde    | Aleksandar Kitinov Nenad Zimonjić | 7–5, 6–7, 6–4              |
| 58. | 22. únor 1999     | Memphis, USA (4)                        | tvrdý (h) | Mark Woodforde    | Sébastien Lareau Alex O'Brien     | 6–3, 6–4                   |
| 59. | 26. duben 1999    | Orlando, USA (3)                        | antuka    | Jim Courier       | Bob Bryan Mike Bryan              | 7–6, 6–4                   |
| 60. | 10. leden 2000    | Adelaide, Austrálie (3)                 | tvrdý     | Mark Woodforde    | Lleyton Hewitt Sandon Stolle      | 6–4, 6–2                   |
| 61. | 17. leden 2000    | Sydney, Austrálie (3)                   | tvrdý     | Mark Woodforde    | Lleyton Hewitt Sandon Stolle      | 7–5, 6–4                   |
| 62. | 3. duben 2000     | Miami, USA (4)                          | tvrdý     | Mark Woodforde    | Martin Damm Dominik Hrbatý        | 6–3, 6–4                   |
| 63. | 22. květen 2000   | Hamburg, Německo (1)                    | antuka    | Mark Woodforde    | Wayne Arthurs Sandon Stolle       | 6–7, 6–4, 6–3              |
| 64. | 12. červen 2000   | French Open, Paříž                      | antuka    | Mark Woodforde    | Paul Haarhuis Sandon Stolle       | 7–6, 6–4                   |
| 65. | 19. červen 2000   | Londýn/Queen's Club, Anglie (4)         | tráva     | Mark Woodforde    | Jonathan Stark Eric Taino         | 6–7, 6–3, 7–6              |
| 66. | 10. červenec 2000 | Wimbledon, Londýn (6)                   | tráva     | Mark Woodforde    | Paul Haarhuis Sandon Stolle       | 6–3, 6–4, 6–1              |
| 67. | 14. srpen 2000    | Cincinnati, USA (4)                     | tvrdý     | Mark Woodforde    | Ellis Ferreira Rick Leach         | 7–6, 6–4                   |
| 68. | 29. leden 2001    | Australian Open, Melbourne (3)          | tvrdý     | Jonas Björkman    | Byron Black David Prinosil        | 6–1, 5–7, 6–4, 6–4         |
| 69. | 23. duben 2001    | Monte Carlo, Monako (1)                 | antuka    | Jonas Björkman    | Joshua Eagle Andrew Florent       | 3–6, 6–4, 6–2              |
| 70. | 21. květen 2001   | Hamburg, Německo (2)                    | antuka    | Jonas Björkman    | Daniel Nestor Sandon Stolle       | 7–6, 3–6, 6–3              |
| 71. | 14. leden 2002    | Auckland, Nový Zéland                   | tvrdý     | Jonas Björkman    | Martín García Cyril Suk           | 7–6, 7–6                   |
| 72. | 22. duben 2002    | Monte Carlo, Monako (2)                 | antuka    | Jonas Björkman    | Paul Haarhuis Jevgenij Kafelnikov | 6–3, 3–6, [10-7]           |
| 73. | 8. červenec 2002  | Wimbledon, Londýn (7)                   | tráva     | Jonas Björkman    | Mark Knowles Daniel Nestor        | 6–1, 6–2, 6–7, 7–5         |
| 74. | 15. červenec 2002 | Båstad, Švédsko                         | antuka    | Jonas Björkman    | Paul Hanley Michael Hill          | 7–6, 6–4                   |
| 75. | 16. červen 2003   | Halle, Německo                          | tráva     | Jonas Björkman    | Martin Damm Cyril Suk             | 6–3, 6–4                   |
| 76. | 7. červenec 2003  | Wimbledon, Londýn (8)                   | tráva     | Jonas Björkman    | Mahesh Bhupathi Max Mirnyj        | 3–6, 6–3, 7–6, 6–3         |
| 77. | 8. září 2003      | US Open, New York (3)                   | tvrdý     | Jonas Björkman    | Bob Bryan Mike Bryan              | 5–7, 6–0, 7–5              |
| 78. | 27. říjen 2003    | Stockholm, Švédsko                      | tvrdý (h) | Jonas Björkman    | Wayne Arthurs Paul Hanley         | 6–3, 6–4                   |
| 79. | 19. leden 2004    | Sydney, Austrálie (4)                   | tvrdý     | Jonas Björkman    | Bob Bryan Mike Bryan              | 7–6, 7–5                   |
| 80. | 21. červen 2004   | Nottingham, Anglie                      | tráva     | Paul Hanley       | Rick Leach Brian MacPhie          | 6–4, 6–3                   |
| 81. | 5. červenec 2004  | Wimbledon, Londýn (9)                   | tráva     | Jonas Björkman    | Julian Knowle Nenad Zimonjić      | 6–1, 6–4, 4–6, 6–4         |
| 82. | 8. listopad 2004  | Paris, Francie                          | koberec   | Jonas Björkman    | Wayne Black Kevin Ullyett         | 6–3, 6–4                   |
| 83. | 17. leden 2005    | Sydney, Austrálie (5)                   | tvrdý     | Mahesh Bhupathi   | Arnaud Clément Michaël Llodra     | 6–3, 6–3                   |

#### Finalista (31)
| Č.  | Datum             | Turnaj                                             | Povrch    | Spoluhráč         | Vítězové                            | Výsledek                 |
| 1.  | 18. duben 1988    | Madrid, Španělsko                                  | antuka    | Jason Stoltenberg | Sergio Casal Emilio Sánchez         | 6–7, 7–6, 6–3            |
| 2.  | 23. duben 1990    | Soul, Jižní Korea                                  | tvrdý     | Jason Stoltenberg | Grant Connell Glenn Michibata       | 7–6, 6–4                 |
| 3.  | 7. květen 1990    | Singapore                                          | tvrdý     | Brad Drewett      | Mark Kratzmann Jason Stoltenberg    | 6–1, 6–0                 |
| 4.  | 28. listopad 1993 | Turnaj mistrů, Johannesburg, Jihoafrická republika | tvrdý (h) | Mark Woodforde    | Jacco Eltingh Paul Haarhuis         | 7–6, 7–6, 6–4            |
| 5.  | 13. červen 1994   | Londýn (Queen's Club), UK                          | tráva     | Mark Woodforde    | Jan Apell Jonas Björkman            | 3–6, 7–6, 6–4            |
| 6.  | 12. září 1994     | US Open, New York, USA                             | tvrdý     | Mark Woodforde    | Jacco Eltingh Paul Haarhuis         | 6–3, 7–6                 |
| 7.  | 28. listopad 1994 | Turnaj mistrů, Jakarta, Indonésie                  | tvrdý (h) | Mark Woodforde    | Jan Apell Jonas Björkman            | 6–4, 4–6, 4–6, 7–6, 7–6  |
| 8.  | 23. říjen 1995    | Vídeň, Rakousko                                    | koberec   | Mark Woodforde    | Ellis Ferreira Jan Siemerink        | 6–4, 7–5                 |
| 9.  | 26. únor 1996     | Memphis, USA                                       | tvrdý (h) | Mark Woodforde    | Mark Knowles Daniel Nestor          | 6–4, 7–5                 |
| 10. | 6. leden 1997     | Adelaide, Austrálie                                | tvrdý     | Mark Woodforde    | Patrick Rafter Bryan Shelton        | 6–4, 1–6, 6–3            |
| 11. | 9. červen 1997    | French Open, Paříž, Francie                        | antuka    | Mark Woodforde    | Jevgenij Kafelnikov Daniel Vacek    | 7–6, 4–6, 6–3            |
| 12. | 2. únor 1998      | Australian Open, Melbourne, Austrálie              | tvrdý     | Mark Woodforde    | Jonas Björkman Jacco Eltingh        | 6–2, 5–7, 2–6, 6–4, 6–3  |
| 13. | 27. duben 1998    | Monte Carlo, Monako                                | antuka    | Mark Woodforde    | Jacco Eltingh Paul Haarhuis         | 6–4, 6–2                 |
| 14. | 6. červenec 1998  | Wimbledon, Londýn, UK                              | tráva     | Mark Woodforde    | Jacco Eltingh Paul Haarhuis         | 2–6, 6–4, 7–6, 5–7, 10–8 |
| 15. | 12. říjen 1998    | Šanghaj, Čína                                      | koberec   | Mark Woodforde    | Mahesh Bhupathi Leander Paes        | 6–4, 6–7, 7–6            |
| 16. | 3 May 1999        | Atlanta, USA                                       | antuka    | Mark Woodforde    | Patrick Galbraith Justin Gimelstob  | 5–7, 7–6, 6–3            |
| 17. | 14. červen 1999   | Londýn (Queen's Club), UK                          | tráva     | Mark Woodforde    | Sébastien Lareau Alex O'Brien       | 6–3, 7–6                 |
| 18. | 16. srpen 1999    | Cincinnati, USA                                    | tvrdý     | Mark Woodforde    | Byron Black Jonas Björkman          | 6–3, 7–6                 |
| 19. | 11. říjen 1999    | Šanghaj, Čína                                      | tvrdý     | Mark Woodforde    | Sébastien Lareau Daniel Nestor      | 7–5, 6–3                 |
| 20. | 18. říjen 1999    | Singapore                                          | koberec   | Mark Woodforde    | Max Mirnyj Eric Taino               | 6–3, 6–4                 |
| 21. | 2. říjen 2000     | LOH 2000, Sydney, Austrálie                        | tvrdý     | Mark Woodforde    | Sébastien Lareau Daniel Nestor      | 5–7, 6–3, 6–4, 7–6       |
| 22. | 8. leden 2001     | Adelaide, Austrálie                                | tvrdý     | Wayne Arthurs     | David Macpherson Grant Stafford     | 6–7, 6–4, 6–4            |
| 23. | 15. leden 2001    | Sydney, Austrálie                                  | tvrdý     | Jonas Björkman    | Daniel Nestor Sandon Stolle         | 2–6, 7–6, 7–6            |
| 24. | 19. březen 2001   | Indian Wells, USA                                  | tvrdý     | Jonas Björkman    | Wayne Ferreira Jevgenij Kafelnikov  | 6–2, 7–5                 |
| 25. | 2. duben 2001     | Miami, USA                                         | tvrdý     | Jonas Björkman    | Jiří Novák David Rikl               | 7–5, 7–6                 |
| 26. | 29. říjen 2001    | Stockholm, Švédsko                                 | tvrdý (h) | Jonas Björkman    | Donald Johnson Jared Palmer         | 6–3, 4–6, 6–3            |
| 27. | 20. květen 2002   | Hamburg, Německo                                   | antuka    | Jonas Björkman    | Mahesh Bhupathi Jan-Michael Gambill | 6–2, 6–4                 |
| 28. | 17. červen 2002   | Halle, Německo                                     | tráva     | Jonas Björkman    | David Prinosil David Rikl           | 4–6, 7–6, 7–5            |
| 29. | 11. srpen 2003    | Montreal, Kanada                                   | tvrdý     | Jonas Björkman    | Mahesh Bhupathi Max Mirnyj          | 6–3, 7–6                 |
| 30. | 5. duben 2004     | Miami, USA                                         | tvrdý     | Jonas Björkman    | Wayne Black Kevin Ullyett           | 6–2, 7–6                 |
| 31. | 9. srpen 2004     | Cincinnati, USA                                    | tvrdý     | Jonas Björkman    | Mark Knowles Daniel Nestor          | 6–2, 3–6, 6–3            |

## Výsledky na Grand Slamu a Turnaji mistrů- čtyřhra
| Turnaj          | 1988 | 1989 | 1990 | 1991 | 1992  | 1993  | 1994  | 1995  | 1996  | 1997  | 1998 | 1999 | 2000  | 2001  | 2002  | 2003  | 2004  | 2005 |
| --------------- | ---- | ---- | ---- | ---- | ----- | ----- | ----- | ----- | ----- | ----- | ---- | ---- | ----- | ----- | ----- | ----- | ----- | ---- |
| Australian Open | 1k   | 1k   | 3k   | SF   | Vítěz | 1k    | ČF    | 3k    | 1k    | Vítěz | F    | SF   | SF    | Vítěz | 2k    | ČF    | SF    | ČF   |
| French Open     | 3k   | A    | ČF   | 3k   | 3k    | SF    | ČF    | 1k    | SF    | F     | 3k   | 1k   | Vítěz | ČF    | ČF    | 2k    | 3k    | 1k   |
| Wimbledon       | 1k   | A    | ČF   | ČF   | SF    | Vítěz | Vítěz | Vítěz | Vítěz | Vítěz | F    | ČF   | Vítěz | 3k    | Vítěz | Vítěz | Vítěz | 2k   |
| US Open         | 1k   | 1k   | 2k   | SF   | SF    | 3k    | F     | Vítěz | Vítěz | 1k    | 3k   | ČF   | 2k    | 3k    | SF    | Vítěz | 3k    | A    |
| Turnaj mistrů   | A    | A    | A    | SF   | Vítěz | F     | F     | SF    | Vítěz | ZS    | ZS   | SF   | A     | A     | NH    | ZS    | SF    | A    |

| Legenda | Legenda                                   | Legenda | Legenda                     |
| ------- | ----------------------------------------- | ------- | --------------------------- |
| SR      | poměr vyhraných turnajů ku všem odehraným | W–L V–P | výhry–prohry                |
| NH      | daný rok se turnaj nekonal                | A       | turnaje se hráč nezúčastnil |
| 1Q / LQ | prohra v (kole) kvalifikace               | 1k / 1R | prohra v daném kole turnaje |
| QF / ČF | prohra ve čtvrtfinále                     | SF      | prohra v semifinále         |
| F       | prohra ve finále                          | Vítěz   | vítězství v turnaji         |

Pozn. ZS - základní skupina Turnaje mistrů